# Siège de Cambrai (1339)
Pour les articles homonymes, voir Siège de Cambrai.
Guerre de Cent Ans
Batailles
Le siège de Cambrai fut conduit par le roi Édouard III d'Angleterre en septembre et octobre 1339 tout au début de la guerre de Cent Ans.

## Cambrai au centre des rivalités
En 1339, Cambrai devient le théâtre d'une lutte entre les partisans de l'empereur Louis de Bavière et du comte Guillaume II de Hainaut d'une part, et ceux du roi de France Philippe VI de Valois d'autre part. Parmi ses alliés, Philippe VI compte Jean Ier de Bohême, Philippe III de Navarre, Aymon de Savoie, Humbert II de Viennois ainsi que des vassaux d'Alphonse XI de Castille. Cambrai est en effet une ville de l'Empire. Les Cambraisiens avaient pourtant autorisé le roi de France à laisser dans la ville une garnison de 300 hommes d'armes. 
Entretemps, le roi Édouard III d'Angleterre quitte la Flandre en août 1339. Présent sur le continent depuis juillet 1338, Édouard a fait valoir ses droits au trône de France, défiant ouvertement l'autorité de Philippe VI. Voulant satisfaire ses alliés allemands, il se dirige vers le Cambrésis et décide de s'emparer de Cambrai. Édouard III demande à l'évêque de Cambrai Guillaume d'Auxonne de le laisser entrer. Au même moment, l'évêque reçoit une lettre de Philippe VI l'informant de tenir bon pendant quelques jours jusqu'à ce qu'il arrive avec son armée. Guillaume d'Auxonne proclame son allégeance roi de France et se prépare à résister à un siège.

## Déroulement du siège
La défense de Cambrai est assurée par le gouverneur de la ville Étienne de la Baume, grand-maître des arbalétriers de France. Étienne commande la garnison française présente à Cambrai. Il dispose d'une artillerie composée de 10 canons, cinq en métal et cinq en fer, et de poudre, composée de salpêtre, de soufre et de charbon. Les canons n'ayant coûté que 25 livres, il est probable qu'ils étaient de faible calibre et donc peu efficaces.
Édouard III lance plusieurs attaques nourries à partir du 26 septembre. Cambrai résiste à tous les assauts pendant environ deux semaines. 

## Repli anglais
Lorsque Édouard III apprend le 6 octobre que Philippe VI arrive avec une armée imposante, il abandonne le siège et s'enfuit. Découragé, il passe en Picardie, non sans dévaster les plaines du Cambrésis. Il laisse également une forte garnison dans le château de Thun-l'Évêque. Édouard poursuit ensuite sa route vers Saint-Quentin. Le 23 octobre, les armées des rois de France et d'Angleterre se font face dans la plaine entre La Capelle et Buironfosse. Elles se séparent sans avoir engagé le combat.